# Памятник партизанам (Осташков)
Памятник партизанам Великой Отечественной войны — монумент в Осташкове, Тверская область. Памятник искусства федерального значения.
Установлен 31 августа 1958 года. Расположен в парке Свободы, на улице Володарского.
Монумент поставлен в память о мужестве и героизме партизан, действовавших на территории Тверской области в период Великой Отечественной войны. Бронзовые скульптуры стоят на постаменте, который облицован серым гранитом. Бронзовая скульптурная группа состоит из трёх скульптур — два партизана и женщина-партизанка. Центральная фигура партизана с поднятым автоматом олицетворяет образ командира, ведущего бойцов в бой.
На передней стороне постамента находится бронзовая плита с текстом: «Партизанам Великой Отечественной войны 1941—1945 гг.».
На изготовление памятника потребовалось 10 тонн бронзы, две тонны воска, 33 тонны кокса, 15,6 тонны гипса, одна тонна сортового железа, 120 килограммов гвоздей, 20 килограммов проволоки, 20 квадратных метров металлической сетки, 10 тонн глины.

## Галерея

Памятник партизанам в Осташкове.
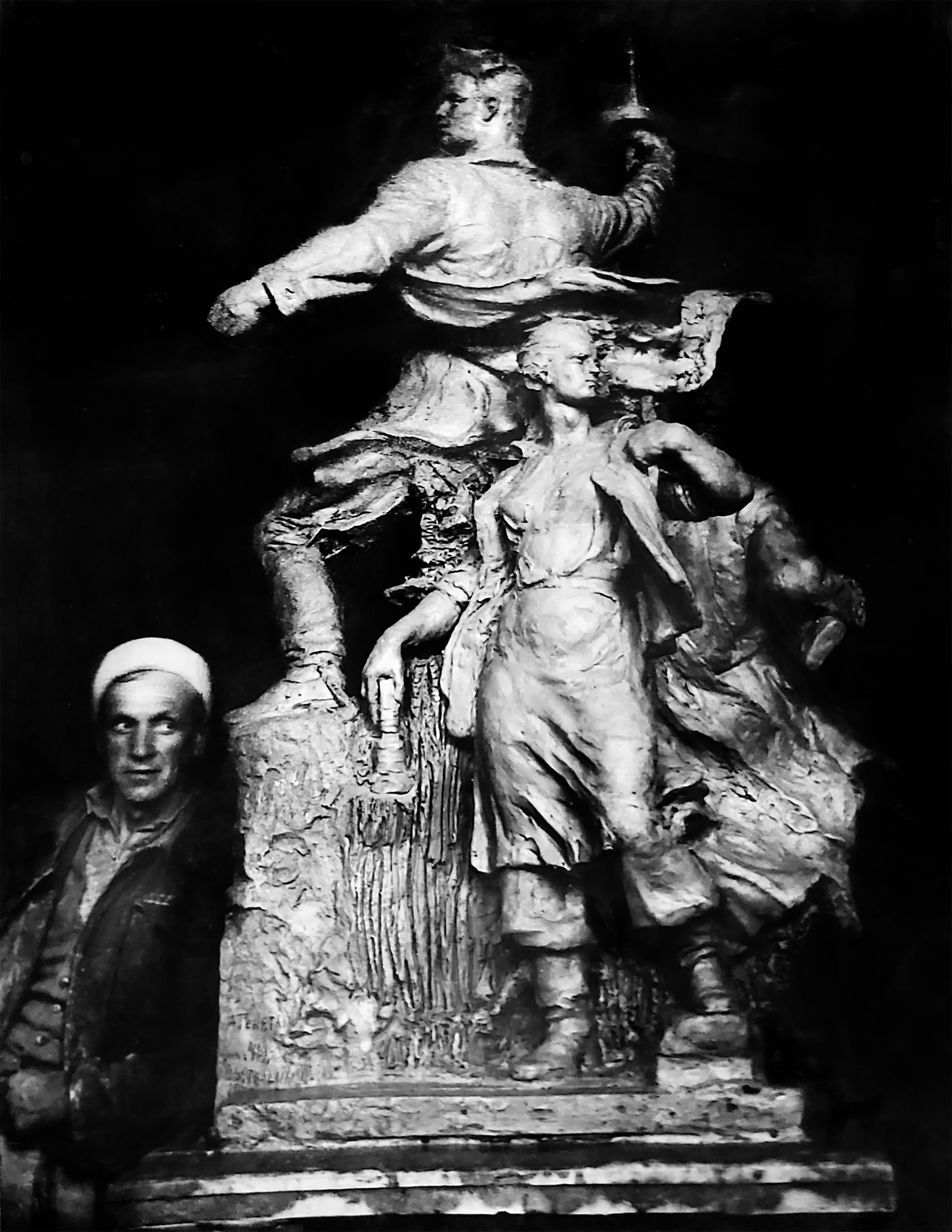
Скульптор Тенета Алексей Ильич рядом с моделью памятника партизанам
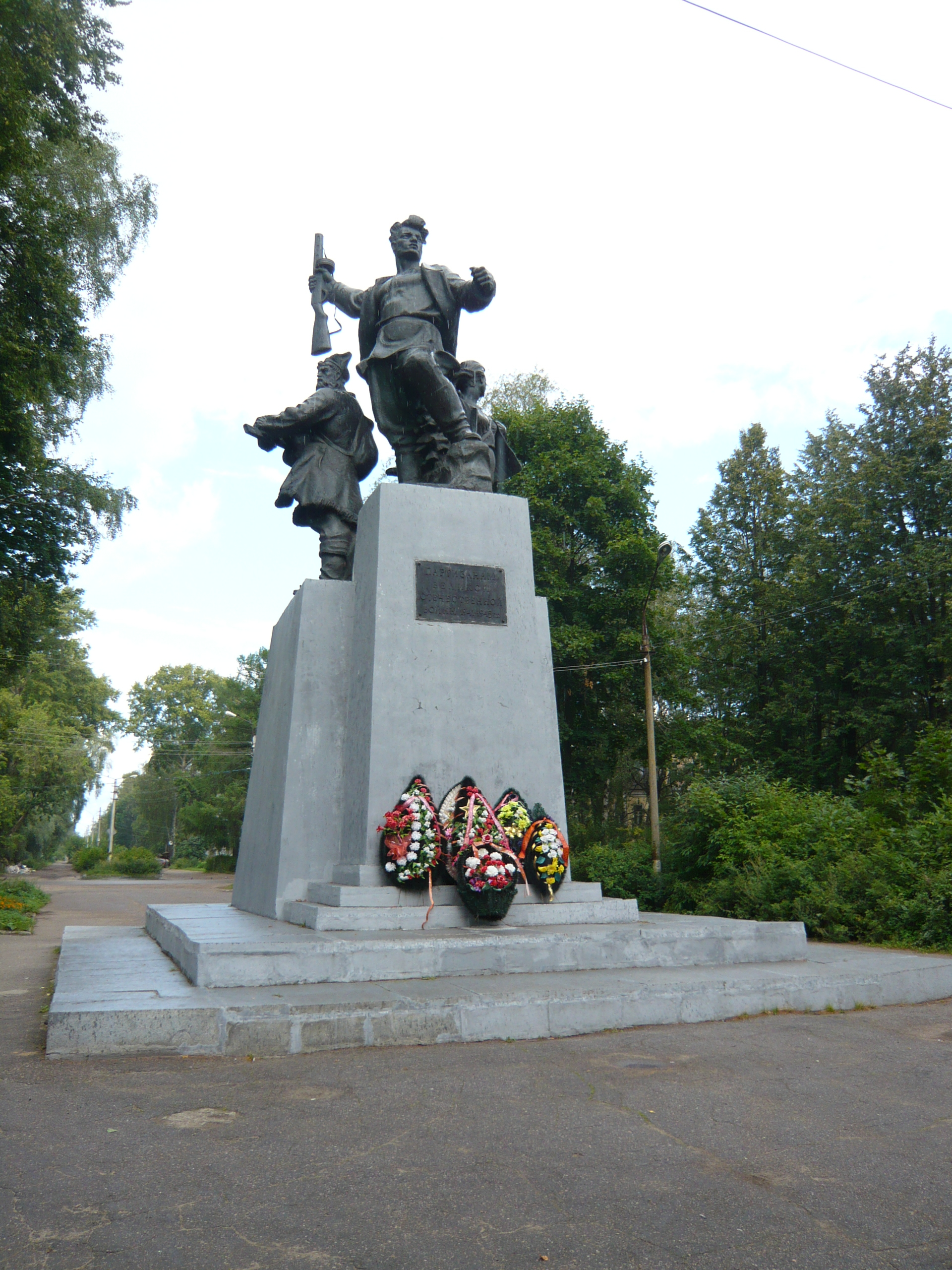
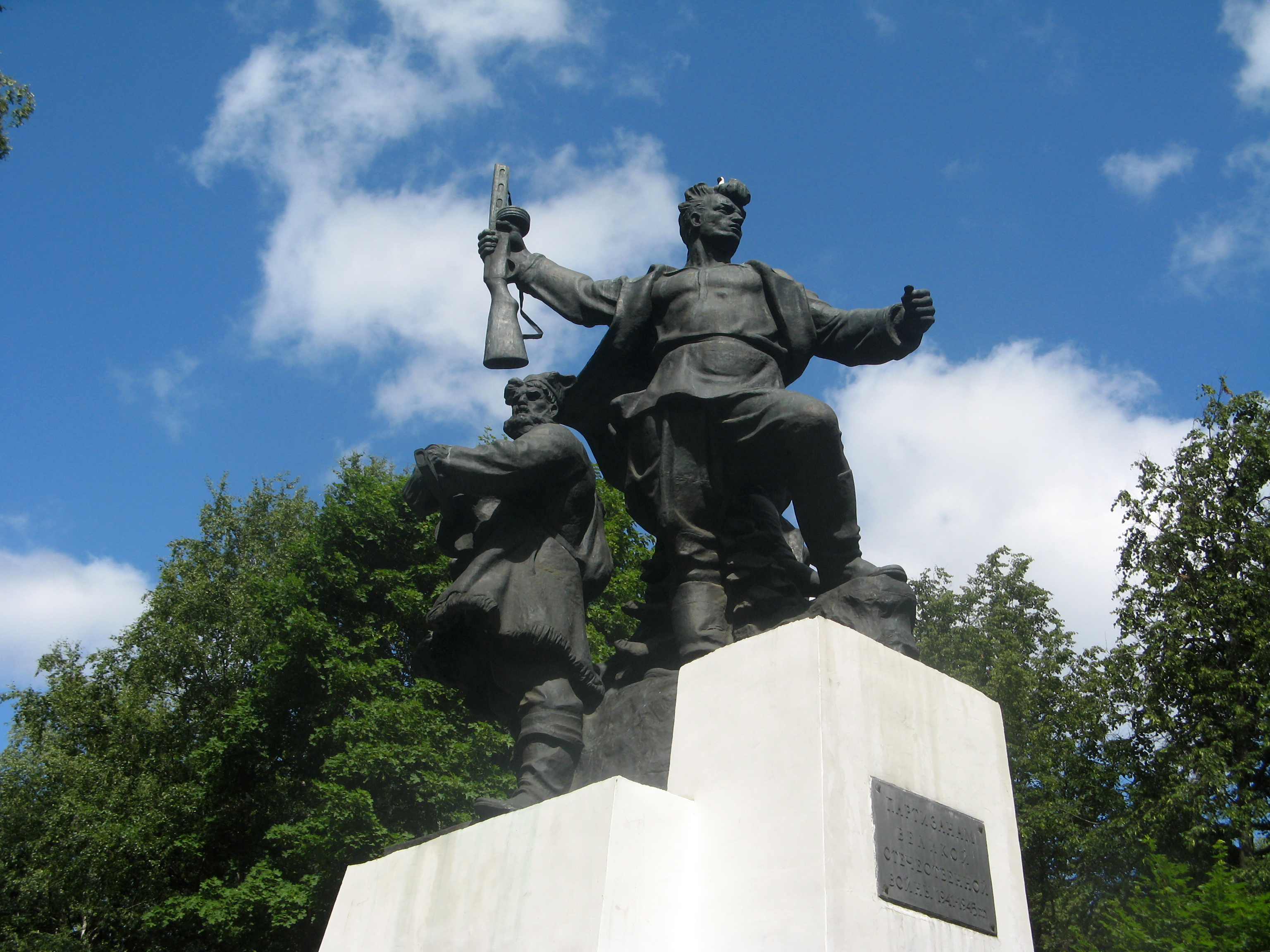
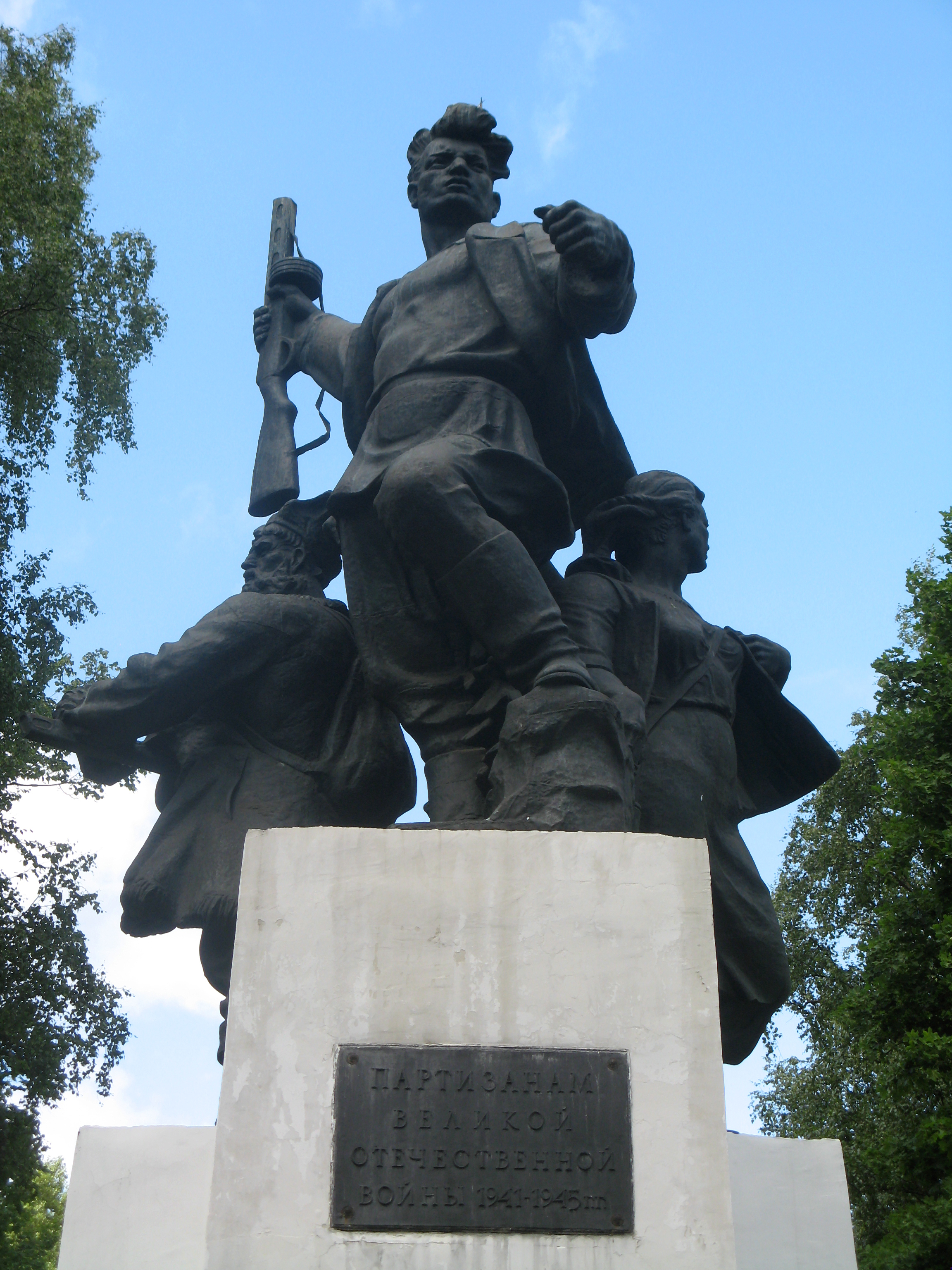